# Соко (мова)
Соко або Со (Eso, Gesogo, Heso, So, Soa, Soko) — мова народів соко та со, якою говорить близько 6000 осіб, станом на 1971 рік, у Східній провінції, північніше міста Басоко, у Демократичній Республіці Конго. 